# Witold Jarzynka
Witold Jarzynka (ur. 20 lipca 1932 w Wasiliszkach, zm. 3 grudnia 2010 w Szczecinie) – polski architekt związany z powojennym Szczecinem, doktor nauk technicznych w zakresie architektury, profesor Politechniki Szczecińskiej, nauczyciel akademicki.

## Życiorys
Witold Jarzynka urodził się w rodzinie inteligenckiej na terenie obecnej Białorusi. Maturę zdał w Liceum Ogólnokształcącym im. Stanisława Wyspiańskiego w Mławie w klasie matematyczno-fizycznej. W 1950 rozpoczął studia na Wydziale Architektury Szkoły Inżynierskiej w Szczecinie, gdzie w 1954 otrzymał dyplom inżyniera architekta na podstawie projektu klauzulowego Schronisko wysokogórskie wykonanego pod kierunkiem dr inż. Marka Leykama. W latach 1957–1959 kontynuował w trybie eksternistycznym uzupełniające studia magisterskie na Wydziale Architektury Politechniki Gdańskiej. W 1967 ukończył dwuletnie Studium podyplomowe Planowania Przestrzennego na Wydziale Budownictwa i Architektury Politechniki Szczecińskiej. W 1969 został mianowany docentem. W 1984 po obronie dysertacji Kształtowanie przestrzenno-funkcjonalne zespołów mieszkaniowych w aspekcie tworzenia warunków integracji i identyfikacji środowiskowej Rada Wydziału Budownictwa i Architektury Politechniki Szczecińskiej (promotor prof. Stanisław Latour) nadała mu stopień naukowy doktora nauk technicznych. W 1995 został mianowany na stanowisko profesora nadzwyczajnego Politechniki Szczecińskiej. Na emeryturę przeszedł w 2002. W tym samym roku z okazji 70-lecia jego urodzin odbyła się sesja naukowa Dydaktyka i praktyka w architekturze.
Został pochowany 20 grudnia 2010 na Cmentarzu Centralnym w Szczecinie (kw. 87F-4-10). Pozostawił córkę Dorotę, mgr inż. architekt.

## Praca projektowa
Bezpośrednio po studiach inżynierskich w 1954 rozpoczął pracę w zawodzie architekta w szczecińskim Biurze Projektów Budownictwa Miejskiego „Miastoprojekt”, gdzie był zatrudniony kolejno na stanowiskach starszego asystenta, starszego projektanta, kierownika pracowni, głównego projektanta i generalnego projektanta zespołów mieszkaniowych. Pracował tam do 1983 z przerwą w latach 1979–1980, kiedy pełnił funkcję głównego architekta województwa.
Był autorem lub współautorem ponad 150 projektów architektonicznych i urbanistycznych, z których większość została zrealizowana. Były wśród nich projekty domów mieszkalnych i zespołów mieszkaniowych, budynki usługowe i użyteczności publicznej oraz opracowania urbanistyczne i studia krajobrazowe. Do najważniejszych realizacji należą: odbudowa starego miasta w Stargardzie oraz zaprojektowanie nowej zabudowy Kołobrzegu, Świnoujścia i Szczecina (np. zabudowa typu „miasteczko” na terenie osiedla Majowe). W 1979 został Głównym Architektem Województwa, jednak na skutek braku porozumienia z władzami wojewódzkimi w kwestii ochrony środowiska naturalnego, w 1980 powrócił do pracy w „Miastoprojekcie”, gdzie objął funkcję generalnego projektanta zespołów mieszkaniowych. W 1980 uzyskał status architekta twórcy, nadany przez Ministra Kultury i Sztuki. Brał udział w 19 krajowych i zagranicznych konkursach urbanistyczno-architektonicznych, zdobywając wiele nagród i wyróżnień. Za swój najważniejszy projekt uważał adaptację XIX-wiecznej wieży ciśnień na Wzgórzu Hetmańskim w Szczecinie na zespół sakralny (kościół pw. Matki Boskiej Jasnogórskiej z dwiema kaplicami, kruchtą i zakrystią).

## Praca dydaktyczna
Obok działalności projektowej zajmował się równolegle pracą dydaktyczną na Politechnice Szczecińskiej. W 1969 jako docent kontraktowy prowadził zajęcia dydaktyczne z projektowania architektonicznego mieszkalnictwa. W 1982 przeszedł na stałe do pracy na uczelni. Objął stanowisko kierownika Zakładu Projektowania Zespołów Mieszkaniowych w tym Instytucie. W latach 1984–1987 pełnił funkcję zastępcy dyrektora, a w latach 1993–1996 dyrektora Instytutu Architektury i Planowania Przestrzennego. W latach 1987–1990 był prodziekanem Wydziału Budownictwa i Architektury. Był członkiem Instytutowej Komisji ds. programów studiów. Wypromował 63 magistrów inżynierów architektów. Projekt wykonany pod jego kierunkiem uzyskał w ogólnopolskim konkursie SARP Nagrodę im. architektów Stanisława Skrypija i Stanisława Nowickiego i uznany został za najlepszą pracę dyplomową 1987 w Polsce.

## Praca organizacyjna
W 1955 został członkiem szczecińskiego Oddziału Stowarzyszenia Architektów Polskich.19 lat pracował w Zarządzie Oddziału, pełniąc funkcje wiceprezesa (w latach 1963–1966) i przewodniczącego Kolegium Sędziów Konkursowych. Należał do Sekcji Komitetu Architektury i Urbanistyki Oddziału PAN w Gdańsku oraz Zachodniopomorskiej Okręgowej Izby Architektów RP.
Współuczestniczył w organizacji krajowych i zagranicznych konferencji naukowych oraz seminarium prowadzonego w ramach studium doktoranckiego na Wydziale Architektury Uniwersytetu Technicznego w Walencji (1994). Był autorem opracowań naukowo-badawczych z zakresu architektury mieszkaniowej i architektury użyteczności publicznej (prace monograficzne, referaty, artykuły i komunikaty naukowe).
W latach 1987–1990 pełnił funkcję prodziekana Wydziału Architektury Politechniki Szczecińskiej, a w latach 1993–1996 – dyrektora Instytutu Architektury i Planowania Przestrzennego na tym Wydziale.

## Wybrane publikacje[7][1]
- Adaptacja XIX-wiecznej wieży ciśnień na Wzgórzu Hetmańskim w Szczecinie na zespół sakralny. Wyd. Uczeln. Polit. Szczec. Szczecin 1988
- Środowisko mieszkaniowe – dom – mieszkanie a ekologia. Prace Nauk. Polit. Szczec. 1992, 466 (wsp. Marek Wołoszyn, Leszek Światek)
- Środowisko mieszkaniowe w zabudowie miejskiej. 2001
- Z architekturą w tle. ZAPOL Szczecin 2002

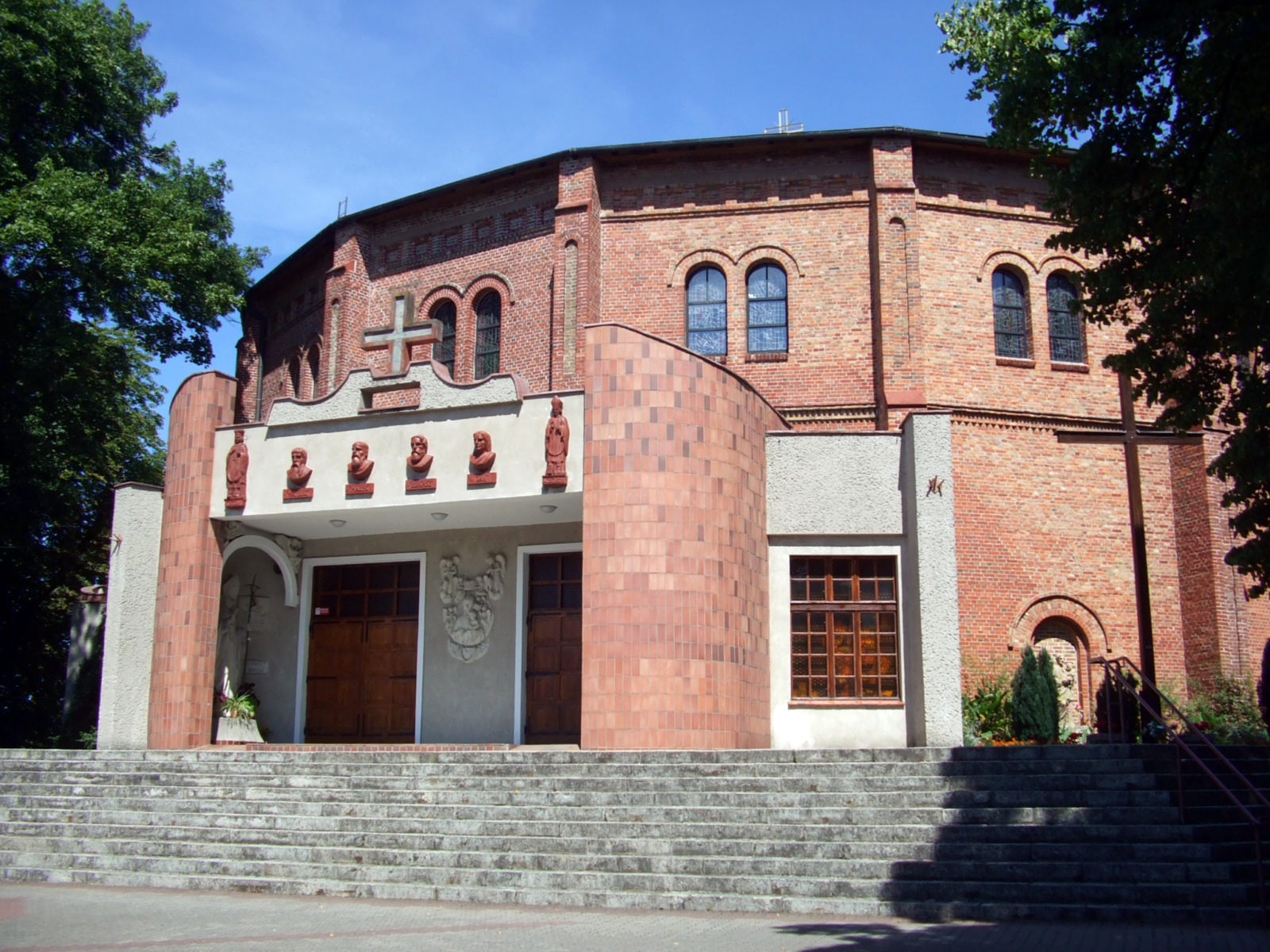
Zespół sakralny na Wzgórzu Hetmańskim w Szczecinie, proj. W. Jarzynka, R. Burbicki i R. Rodecki

## Wybrane projekty architektoniczne[11][10]
- Osiedle „Stare Miasto” w Szczecinie (1954) (z zespołem)
- Osiedla mieszkaniowe „Walki Młodych” i „Poczta” w Kołobrzegu (1957–1963) (wsp. Wacław Furmańczyk)
- Sanatorium Kormoran w Kołobrzegu (1960) (wsp. Wacław Furmańczyk)
- kombinat gastronomiczny „Kaskada” w Szczecinie (1961)
- projekt odbudowy starego Miasta w Stargardzie (1955-1970) (wsp. Wacław Furmańczyk)
- „Dom Portowca”, ul. Podgórna 26 w Szczecinie (1963) (wsp. Wacław Furmańczyk)
- budynek mieszkalny, Pl. Zgody/ Wojska Polskiego 26-30, Szczecin (1963–1968) „Mister Szczecina” '70 (wsp. Wacław Furmańczyk)
- projekt zespołu mieszkalnego osiedla Majowego w Szczecinie (1978–1983)
- adaptacja zabytkowej wieży ciśnień na zespół sakralny na Wzgórzu Hetmańskim w Szczecinie (1985–1992) (wsp. R. Burbicki, R. Rodecki)

## Odznaczenia i nagrody[1][10]
- Złoty Krzyż Zasługi
- Srebrny Krzyż Zasługi
- Odznaka Zasłużony dla Budownictwa
- Odznaka Honorowa Gryfa Pomorskiego
- status twórcy nadany przez Ministra Kultury i Sztuki za całokształt pracy twórczej (1980)[11]
- Złota Honorowa Odznaka Towarzystwa Przyjaciół Szczecina (1977)
- Złota Odznaka SARP (1977)
- Srebrna Odznaka SARP (1968, 1975)
- Brązowa Odznaka SARP (1963)